# Нос Верде (Марс)
Нос Верде е голяма издатина намираща се на рабът на кратера Виктория в Meridiani Planum, Марс. Марсоходът Опъртюнити се е изкачвал на нос Верде за да направи снимки на кратера по-долу.
Нос Верде и нос Фрио са кръстени на места посещавани от Фернандо Магелан по време на околосветката му обиколка на кораба Викория.